# Soulaucourt-sur-Mouzon
Soulaucourt-sur-Mouzon település Franciaországban, Haute-Marne megyében. Lakosainak száma 98 fő (2022. január 1.). Soulaucourt-sur-Mouzon Médonville, Graffigny-Chemin, Outremécourt, Urville, Vrécourt és Bourmont entre Meuse et Mouzon községekkel határos.

## Népesség
A település népessége az elmúlt években az alábbi módon változott:
| Lakosok száma | 158  | 138  | 122  | 100  | 100  | 99   | 98   | 97   | 97   | 98   |
|               | 1968 | 1982 | 1990 | 2006 | 2013 | 2015 | 2017 | 2019 | 2020 | 2022 |